# Llista d'ocells de Tasmània
A continuació hi figura una llista de les 262 espècies d'ocell reportades a l'illa de Tasmània, les illes properes i les illes de l'estret de Bass; a la llista no hi figuren els ocells de l'illa Macquarie. 182 d'elles es deixen veure amb regularitat, altres 79 són nòmades i una està extingida. Dotze de les espècies són endèmiques de Tasmània, car la majoria són comunes arreu. Tanmateix, el Pardalotus quadragintus és rar i està protegit, mentre que les dues espècies de cria endèmica, els dos únics lloros migratoris del món, estan amenaçades. Diverses espècies de pingüí atenen a les costes tasmanianes a finals d'estiu. Les aus endèmiques de Tasmània l'han fet classificar com una Endemic Bird Area (EBA; en català «Àrea d'Ocells Endèmics»), una de les 218 que es troben arreu del món. Les regions prioritàries per la conservació de l'hàbitat dels ocells han de contenir dues o més espècies endèmiques de distribució reduïda.
Malgrat que Tasmània ha estat isolada del continent australià durant uns 10.000 anys, les illes de l'estret de Bass entremig han permès a diverses espècies travessar d'una banda a l'altra. Amb prop de 5.400 km de costa i 350 illes que l'enrevolten, Tasmània ofereix un aviari divers tot i les seves dimensions relativament reduïdes. Les aus abunden en els aiguamolls i vies aquàtiques tasmanianes; deu d'aquests hàbitats són internacionalment importants i estan protegits sota el Conveni de Ramsar. Molts dels ocells migratoris fan ús de les badies, planes de marea i platges amb fi d'alimentar-se, incloent els amenaçats Thinornis cucullatus i xatrac menut que s'alimenten al llarg de la costa. Les praderes de Gymnoschoenus sphaerocephalus properes a la costa, al sud-oest, alberguen els terrenys de cria del periquito de ventre taronja, en perill crític. Moltes de les espècies més infreqüents habiten als boscs d'eucaliptus (esclerofil·les) i a les selves, que ocupen la major part de l'illa.
A no ser que s'indiqui el contrari, totes les espècies allistades a continuació es consideren romanents permanentment a Tasmània, o que hi han romàs d'ençà de l'establiment dels europeus en el cas de les espècies extintes, visitants estivals o hivernals o migratòries. La següent llegenda denota certes categories d'espècies:
- (I) – Introduïda: Ocells que ha introduït l'humà a Tasmània
- (Ex) – Extinta
- (N) – Nomadisme infreqüent a Tasmània
- (E) – Endèmica de Tasmània

## Struthioniiformes

### Casuariidae
- Dromaius novaehollandiae
- Dromaius ater

## Galliformes

### Phasianidae
- Coturnix pectoralis
- Coturnix ypsilophora

### Odontophoridae
- Callipepla californica

## Anseriformes

### Anatidae
- Oxyura australis
- Biziura lobata
- Cygnus atratus
- Cereopsis novaehollandiae
- Tadorna tadornoides
- Chenonetta jubata
- Anas platyrhynchos
- Anas superciliosa
- Anas rhynchotis
- Anas gracilis
- Anas castanea
- Aythya australis

## Podicipediformes

### Podicipedidae
- Tachybaptus novaehollandiae
- Poliocephalus poliocephalus
- Podiceps cristatus

## Sphenisciformes

### Spheniscidae
- Eudyptula minor

## Procellariiformes

### Procellariidae
- Pelecanoides urinatrix
- Macronectes giganteus
- Macronectes halli
- Daption capense
- Pterodroma macroptera
- Pterodroma lessonii
- Pachyptila desolata
- Pachyptila turtur
- Puffinus griseus
- Puffinus tenuirostris
- Puffinus gavia

### Diomedeidae
- Diomedea exulans
- Thalassarche melanophrys
- Thalassarche cauta
- Thalassarche bulleri

### Hydrobatidae
- Pelagodroma marina

## Pelecaniformes

### Sulidae
- Morus serrator

### Phalacrocoracidae
- Phalacrocorax melanoleucos
- Phalacrocorax fuscescens
- Phalacrocorax sulcirostris
- Phalacrocorax carbo

### Pelecanidae
- Pelecanus conspicillatus

## Ciconiiformes

### Ardeidae
- Egretta novaehollandiae
- Egretta garzetta
- Ardea alba
- Ardea ibis
- Nycticorax caledonicus
- Botaurus poiciloptilus

## Falconiformes

### Accipitridae
- Haliastur sphenurus
- Haliaeetus leucogaster
- Circus approximans
- Accipiter fasciatus
- Accipiter novaehollandiae
- Accipiter cirrocephalus
- Aquila audax
- Aquila audax fleayi

### Falconidae
- Falco berigora
- Falco longipennis
- Falco peregrinus
- Falco cenchroides

## Gruiformes

### Rallidae
- Rallus pectoralis
- Porzana fluminea
- Porzana tabuensis
- Porphyrio porphyrio
- Gallinula tenebrosa
- Gallinula mortierii
- Fulica atra

## Turniciformes

### Turnicidae
- Turnix varia

## Charadriiformes

### Scolopacidae
- Gallinago hardwickii
- Limosa lapponica
- Numenius phaeopus
- Numenius madagascariensis
- Tringa totanus
- Heteroscelus brevipes
- Arenaria interpres
- Calidris ruficollis
- Calidris ferruginea

### Haematopodidae
- Haematopus longirostris
- Haematopus fuliginosus

### Recurvirostridae
- Himantopus himantopus

### Charadriidae
- Pluvialis fulva
- Charadrius ruficapillus
- Charadrius bicinctus
- Elseyornis melanops
- Thinornis rubricollis
- Vanellus tricolor
- Vanellus miles

### Laridae
- Stercorarius parasiticus
- Larus pacificus
- Larus dominicanus
- Larus novaehollandiae
- Sterna caspia
- Sterna bergii
- Sterna albifrons
- Sterna nereis

## Columbiformes

### Columbidae
- Streptopelia chinensis
- Phaps chalcoptera
- Phaps elegans

## Psittaciformes

### Cacatuidae
- Calyptorhynchus funereus
- Eolophus roseicapilla
- Cacatua tenuirostris
- Cacatua sanguinea
- Cacatua galerita

### Psittacidae
- Glossopsitta concinna
- Platycercus caledonicus
- Platycercus eximius
- Lathamus discolor
- Neophema chrysostoma
- Neophema chrysogaster
- Pezoporus wallicus

## Cuculiformes

### Cuculidae
- Cuculus pallidus
- Cacomantis flabelliformis
- Chrysococcyx basalis
- Chrysococcyx lucidus

## Strigiformes

### Strigidae
- Ninox novaeseelandiae

### Tytonidae
- Tyto novaehollandiae

## Caprimulgiformes

### Podargidae
- Podargus strigoides

### Aegothelidae
- Aegotheles cristatus

## Apodiformes

### Apodidae
- Hirundapus caudacutus

## Coraciiformes

### Alcedinidae
- Alcedo azurea

### Halcyonidae
- Dacelo novaeguineae

## Passeriformes

### Menuridae
- Menura novaehollandiae

### Maluridae
- Malurus cyaneus
- Stipiturus malachurus

### Pardalotidae
- Pardalotus punctatus
- Pardalotus quadragintus
- Pardalotus striatus
- Sericornis humilis
- Acanthornis magnus
- Calamanthus fuliginosus
- Acanthiza pusilla
- Acanthiza ewingii
- Acanthiza chrysorrhoa

### Meliphagidae
- Anthochaera paradoxa
- Anthochaera chrysoptera
- Manorina melanocephala
- Lichenostomus flavicollis
- Melithreptus validirostris
- Melithreptus affinis
- Phylidonyris pyrrhoptera
- Phylidonyris novaehollandiae
- Phylidonyris melanops
- Acanthorhynchus tenuirostris
- Epthianura albifrons

### Petroicidae
- Petroica multicolor
- Petroica phoenicea
- Petroica rodinogaster
- Melanodryas vittata

### Cinclosomatidae
- Cinclosoma punctatum

### Pachycephalidae
- Pachycephala olivacea
- Pachycephala pectoralis
- Colluricincla harmonica

### Dicruridae
- Myiagra cyanoleuca
- Rhipidura fuliginosa

### Campephagidae
- Coracina novaehollandiae

### Artamidae
- Artamus leucorynchus
- Artamus cyanopterus
- Cracticus torquatus
- Gymnorhina tibicen
- G. tibicen hypoleuca
- Strepera fuliginosa
- Strepera versicolor

### Corvidae
- Corvus tasmanicus
- Corvus mellori

### Alaudidae
- Alauda arvensis

### Motacillidae
- Anthus novaeseelandiae

### Passeridae
- Passer domesticus
- Stagonopleura bella

### Fringillidae
- Carduelis chloris
- Carduelis carduelis

### Hirundinidae
- Hirundo neoxena
- Hirundo nigricans

### Sylviidae
- Megalurus gramineus
- Cisticola exilis

### Zosteropidae
- Zosterops lateralis

### Muscicapidae
- Zoothera lunulata
- Turdus merula

### Sturnidae
- Sturnus vulgaris[6]